# Championnat d'Albanie de football 1948
Navigation
Championnat d'Albanie 1947 Championnat d'Albanie 1949
Le Championnat d'Albanie de football de Kategoria Superiore 1948 est la 11e édition de ce championnat.

## Groupe A
| Rang | Équipe            | Pts | J  | G | N | P | Bp | Bc | Diff |
| ---- | ----------------- | --- | -- | - | - | - | -- | -- | ---- |
| 1    | Partizan Tirana   | 17  | 10 | 8 | 1 | 1 | 34 | 8  | +26  |
| 2    | Vllaznia Shkodër  | 17  | 10 | 8 | 1 | 1 | 26 | 7  | +19  |
| 3    | 17 Nëntori Tirana | 10  | 9  | 4 | 2 | 3 | 9  | 9  | 0    |
| 4    | Ylli i Kuq Durrës | 8   | 9  | 3 | 2 | 4 | 12 | 16 | -4   |
| 5    | Dinamo Korçë      | 1   | 7  | 0 | 1 | 6 | 3  | 18 | -15  |
| 6    | Besa Kavajë       | 1   | 9  | 0 | 1 | 8 | 7  | 33 | -26  |

|  | Qualifié pour la finale |
|  | Relégué                 |

## Groupe B
| Rang | Équipe                | Pts | J  | G | N | P  | Bp | Bc | Diff |
| ---- | --------------------- | --- | -- | - | - | -- | -- | -- | ---- |
| 1    | Flamurtari Vlorë      | 20  | 14 | 8 | 4 | 2  | 47 | 19 | +28  |
| 2    | Bashkimi Elbasanas    | 19  | 14 | 7 | 5 | 2  | 34 | 15 | +19  |
| 3    | Apolonia Fier         | 19  | 14 | 7 | 5 | 2  | 31 | 20 | +11  |
| 4    | Shqiponja Gjirokastër | 16  | 14 | 6 | 4 | 4  | 31 | 23 | +8   |
| 5    | 8 Nëntori Shijak      | 15  | 14 | 5 | 5 | 4  | 23 | 25 | -2   |
| 6    | Traktori Lushnja      | 10  | 14 | 4 | 2 | 8  | 22 | 34 | -12  |
| 7    | Tomori Berat          | 9   | 14 | 3 | 3 | 8  | 18 | 32 | -14  |
| 8    | Spartaku Kuçovë       | 4   | 14 | 1 | 2 | 11 | 17 | 55 | -38  |

|  | Qualifié pour la finale |
|  | Relégué                 |

## Finale
| 1948 | Partizan Tirana | 6-2 | Flamurtari Vlorë | Tirana |  |
|      |                 |     |                  |        |  |

## Bilan de la saison
| Tableau d'Honneur                 |                 |
| Compétition                       | Vainqueur       |
| Championnat d'Albanie de football | Partizan Tirana |
| Coupe d'Albanie de football       | Partizan Tirana |

| Promotions et relégations     |                                                                     |
| Relégués en First Division    | Shqiponja Gjirokastër Traktori Lushnja Tomori Berat Spartaku Kuçovë |
| Promus en Kategoria Superiore | aucun                                                               |